# Lamarckia aurea
Lamarckia aurea — вид рослин родини тонконогові (Poaceae).

## Опис
Стебла до 50 см, жолобчасті, голі. Листова пластина до 5 (-9) х 1,1 см. Волоть 2-10 см, зелена спочатку, потім жовто-золота із трохи фіолетовим кінцем при зрілості. Цвіте з лютого по червень.

## Поширення
Африка: Алжир; Єгипет; Лівія; Марокко; Туніс; Ефіопія. Азія: Кіпр; Єгипет — Синай; Ізраїль; Йорданія; Ліван; Сирія; Туреччина. Південна Європа: Греція [вкл. Крит]; Італія [вкл. Сардинія, Сицилія]; Франція [вкл. Корсика]; Португалія [вкл. Мадейра]; Гібралтар; Іспанія [вкл. Балеарські острови, Канарські острови]. Широко натуралізований, також культивується. Росте на пасовищах.

### Галерея

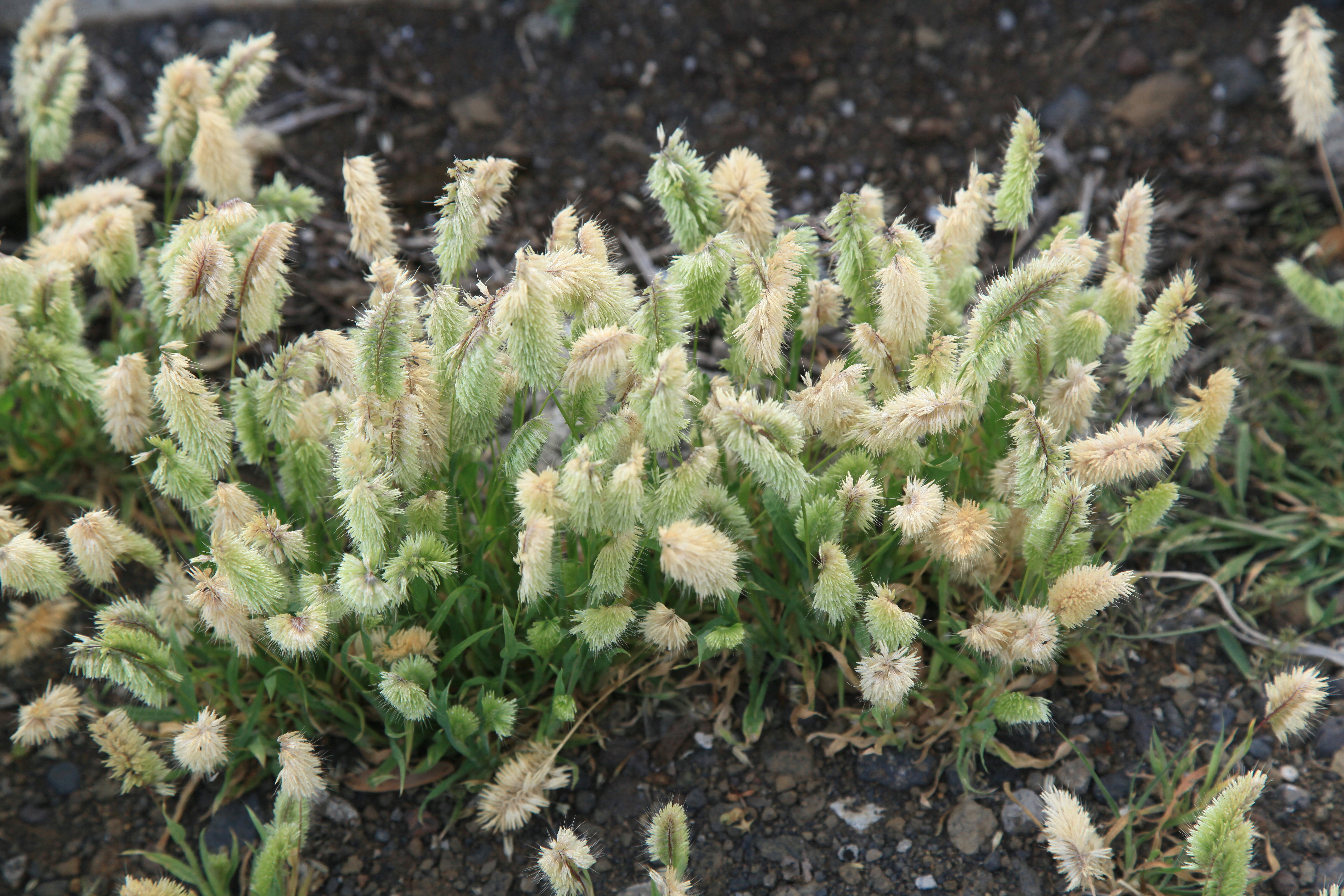
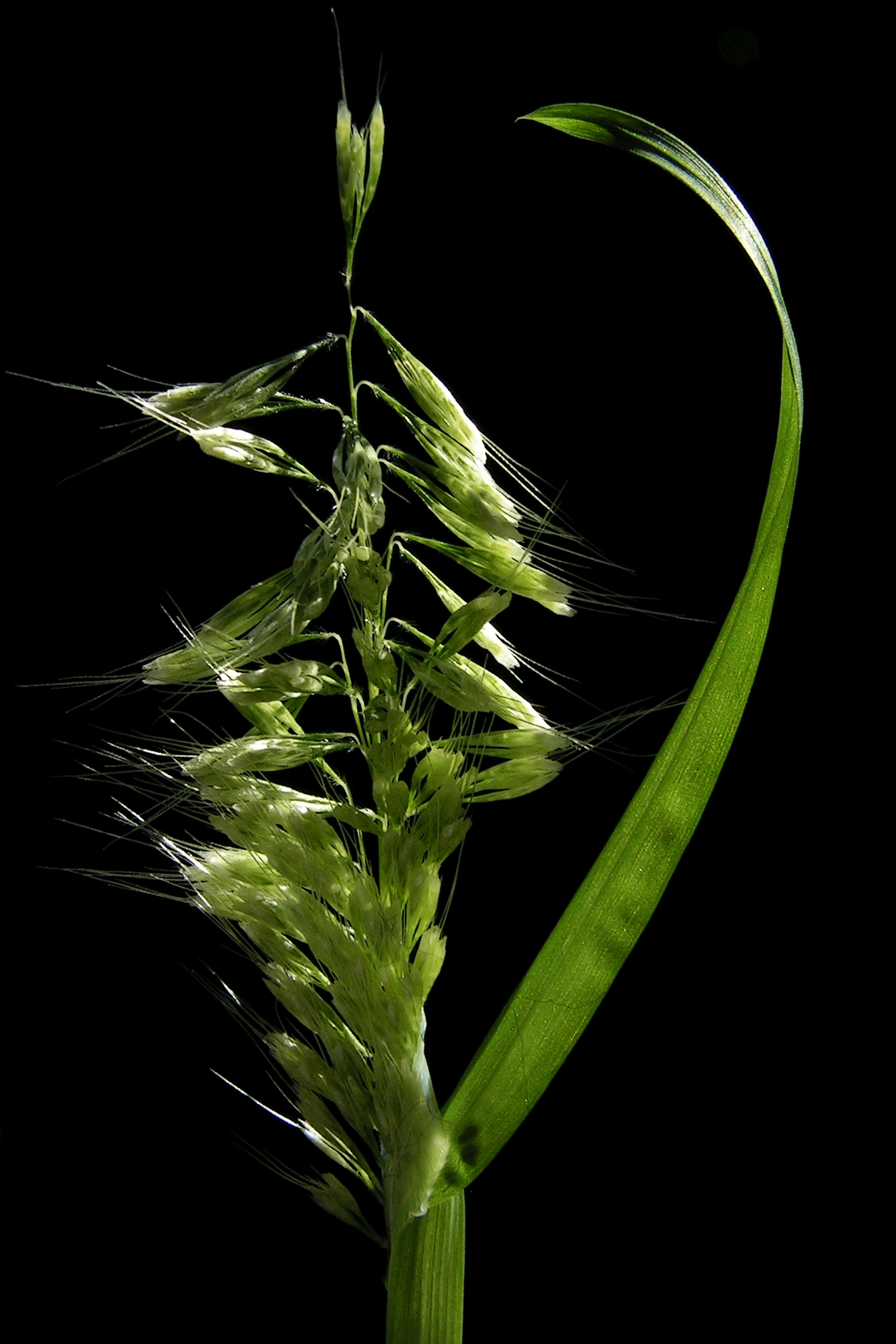
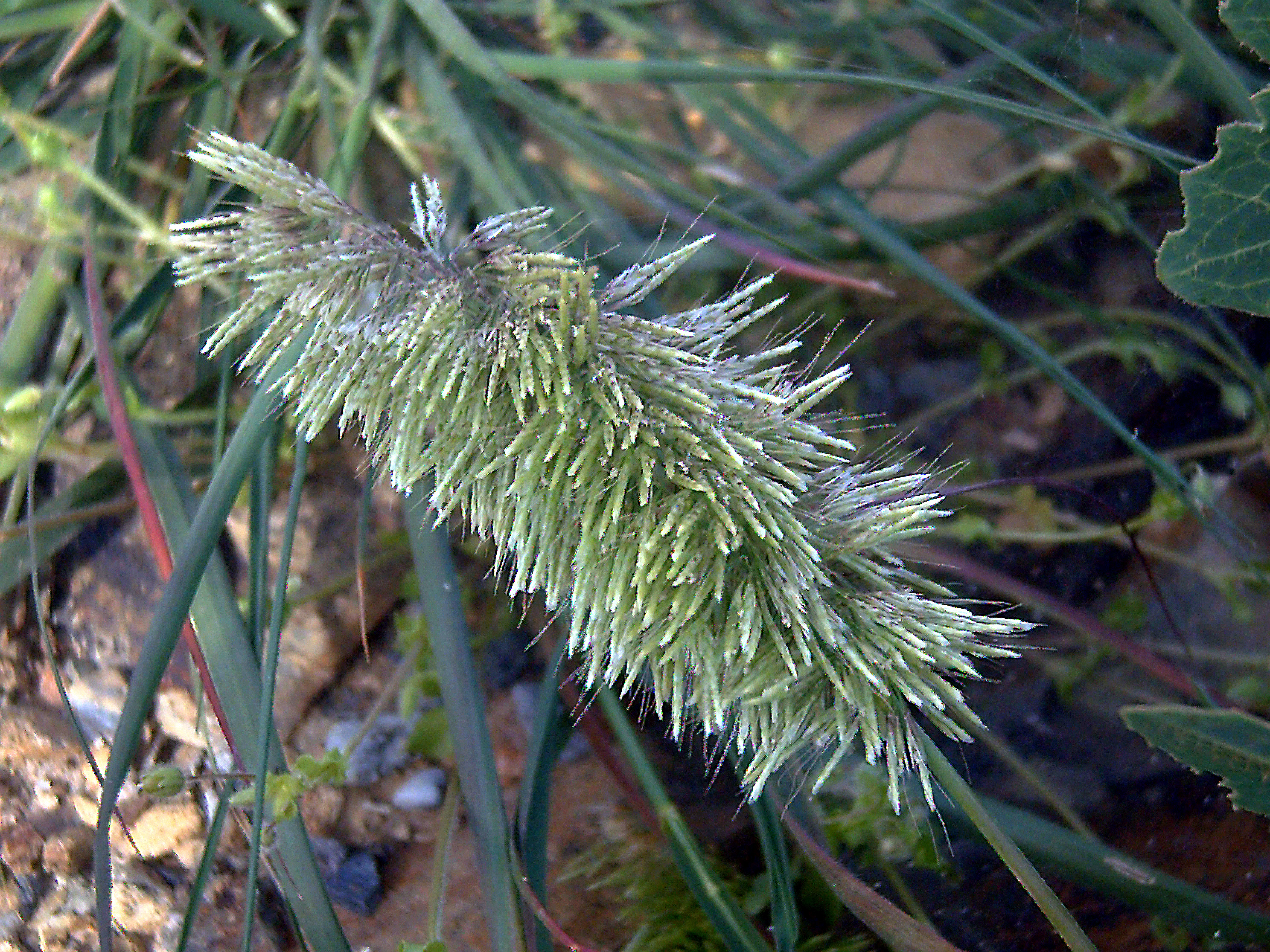
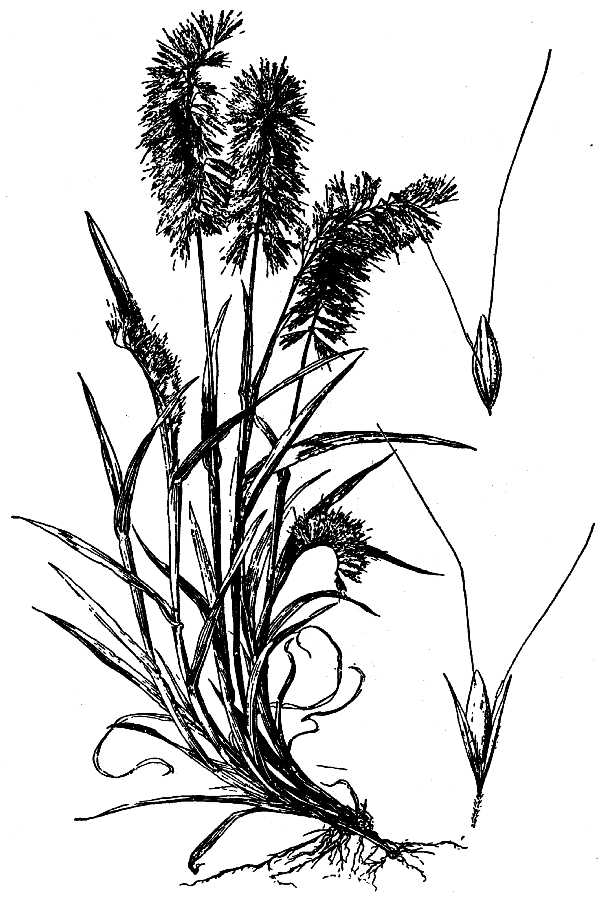